# ارنست ولوبر
ارنست فردریش ولوبر (آلمانی: Ernst Wollweber؛ ۲۹ اکتبر ۱۸۹۸ – ۳ مهٔ ۱۹۶۷) افسر، سیاستمدار اهل جمهوری دمکراتیک آلمان که از سال ۱۹۵۳ تا ۱۹۵۷ وزیر امنیت ملی جمهوری دموکراتیک آلمان بود.